# Бакаєво (Сафакулевський округ)
Бака́єво (рос. Бакаево) — присілок у складі Сафакулевського округу Курганської області, Росія.
Населення — 149 осіб (2010, 286 у 2002).
Національний склад станом на 2002 рік:
- башкири — 90 %